# 生駒仁
生駒 仁（いこま じん、1999年7月1日 - ）は、鹿児島県出身のサッカー選手。Jリーグ・いわきFC所属。ポジションはディフェンダー（DF）。
実兄はサッカー選手の生駒稀生。

## 略歴
鹿児島城西高等学校では1年生からレギュラーに定着した。2年生で挑んだ全国高校サッカー選手権では対人の強さやカバーリングでベスト16進出に貢献した。3年次には主将を務め、U-18日本代表にも選出され、横浜F・マリノスに加入が内定した。
2018年より横浜F・マリノスに入団。同年9月7日、カターレ富山に育成型期限付き移籍で加入。
2019年は、ギラヴァンツ北九州へ期限付き移籍することが発表された。2020年も北九州への期限付き移籍が延長された。
2020年、J2リーグ 序盤こそなかなか試合に絡めない時期が続いたが第32節の新潟戦で途中投入されると安定したパフォーマンスと空中戦での強さを見せ、そこから最終節まで10試合連続の先発出場を果たした。特に39節の山口戦では生駒の絶妙のロングフィードから抜け出した新垣貴之のゴールをお膳立てするアシストをマークした。
2021年も北九州への期限付き移籍が延長され、第15節大宮戦で公式戦初得点を挙げるなど32試合に出場。
2022年、レノファ山口FCへ完全移籍。開幕節、熊本戦では移籍後初ゴールを果たした。
2023年12月14日、いわきFCへの完全移籍が発表された。

## 所属クラブ
- FC枕崎キッズ
- 鹿児島育英館中学校
- 鹿児島城西高等学校
- 2018年 - 2021年  横浜F・マリノス
  - 2018年9月 - 同年12月  カターレ富山（育成型期限付き移籍）
  - 2019年 - 2021年  ギラヴァンツ北九州（期限付き移籍）
- 2022年 - 2023年  レノファ山口FC
- 2024年 -  いわきFC

## 個人成績
| 国内大会個人成績 | 国内大会個人成績 | 国内大会個人成績 | 国内大会個人成績 | 国内大会個人成績 | 国内大会個人成績 | 国内大会個人成績 | 国内大会個人成績 | 国内大会個人成績 | 国内大会個人成績 | 国内大会個人成績 | 国内大会個人成績 |
| 年度             | クラブ           | 背番号           | リーグ           | リーグ戦         | リーグ戦         | リーグ杯         | リーグ杯         | オープン杯       | オープン杯       | 期間通算         | 期間通算         |
| 年度             | クラブ           | 背番号           | リーグ           | 出場             | 得点             | 出場             | 得点             | 出場             | 得点             | 出場             | 得点             |
| 日本             | 日本             | 日本             | 日本             | リーグ戦         | リーグ戦         | リーグ杯         | リーグ杯         | 天皇杯           | 天皇杯           | 期間通算         | 期間通算         |
| ---------------- | ---------------- | ---------------- | ---------------- | ---------------- | ---------------- | ---------------- | ---------------- | ---------------- | ---------------- | ---------------- | ---------------- |
| 2018             | 横浜FM           | 36               | J1               | 0                | 0                | 0                | 0                | 0                | 0                | 0                | 0                |
| 2018             | 富山             | 33               | J3               | 0                | 0                | -                | -                | 0                | 0                |                  | 0                |
| 2019             | 北九州           | 24               | J3               | 4                | 0                | -                | -                | 0                | 0                | 4                | 0                |
| 2020             | 北九州           | 24               | J2               | 13               | 0                | -                | -                | -                | -                | 13               | 0                |
| 2021             | 北九州           | 22               | J2               | 32               | 1                | -                | -                | 1                | 0                | 33               | 1                |
| 2022             | 山口             | 22               | J2               | 27               | 2                | -                | -                | 2                | 0                | 29               | 2                |
| 2023             | 山口             | 22               | J2               | 20               | 1                | -                | -                | 0                | 0                | 20               | 1                |
| 2024             | いわき           | 22               | J2               | 15               | 0                | 1                | 0                | 2                | 0                | 18               | 0                |
| 2025             | いわき           | 22               | J2               |                  |                  |                  |                  |                  |                  |                  |                  |
| 通算             | 日本             | 日本             | J1               | 0                | 0                | 0                | 0                | 0                | 0                | 0                | 0                |
| 通算             | 日本             | 日本             | J2               | 107              | 4                | 1                | 0                | 5                | 0                | 113              | 4                |
| 通算             | 日本             | 日本             | J3               | 4                | 0                | -                | -                | 0                | 0                | 4                | 0                |
| 総通算           | 総通算           | 総通算           | 総通算           | 111              | 4                | 1                | 0                | 5                | 0                | 118              | 4                |

- Jリーグ初出場 - 2019年3月31日 J3リーグ第4節 対SC相模原戦（ミクニワールドスタジアム北九州）
- Jリーグ初得点 - 2021年5月23日 J2リーグ第15節 対大宮アルディージャ戦（ミクニワールドスタジアム北九州）

## 代表歴
- U-17日本代表
  - サニックス杯国際ユースサッカー大会（2016年）
- U-18日本代表
  - コパ・デル・アトランティコ（2017年）
- 日本高校選抜
  - NEXT GENERATION MATCH（2018年）